# Parc d'État d'Amelia Island
Le parc d'État d’Amelia Island (en anglais : Amelia Island State Park) est une réserve naturelle située dans l'État de Floride, au sud-est des États-Unis, dans le comté de Nassau. Il abrite différents écosystèmes tels que des plages, des marais et des forêts maritimes. Les différentes activités possibles sont la pêche, la randonnée pédestre ou à cheval, l'observation des animaux.